# Votivní deska z Dubečka

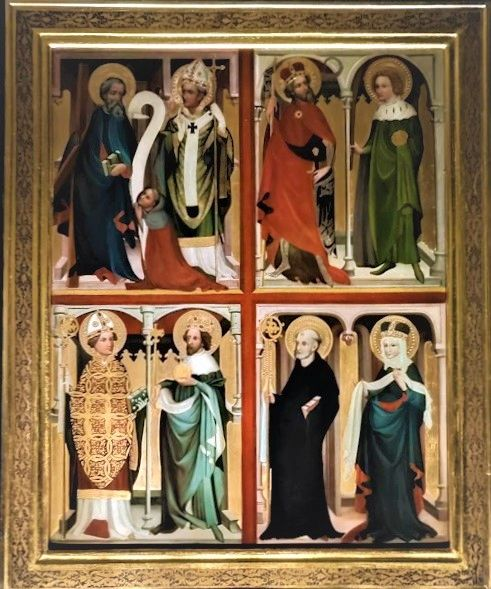
Kopie votivní desky na oltáři v kostele sv. Petra v Dubči, 1892

Votivní deska z Dubečka je český gotický obraz osmi světců, který společně s obrazy Mistra třeboňského oltáře, epitafem Jana z Jeřeně a Svatovítskou madonou patří mezi stěžejní díla malby českého krásného slohu.

## Historie
Votivní desku si dal zhotovit  neurčený prelát (děkan či kanovník) jako část křídlového oltáře ke svému hrobu do katedrály sv. Víta v Praze. Pravděpodobně až zničení celku v blíže neurčené době vedlo k tomu, že byl Svatovítslí kapitula dala tento fragment přestěhovat do gotického kostela sv. Petra v Dubči (místní část Dubeček, nyní část Prahy 10).
Roku 1891 obraz v kostele objevil Karel Chytil a zařadil jej do Retrospektivní výstavy českého umění, pořádané v rámci Všeobecné zemské jubilejní výstavy v Praze Holešovicích v budově pozdějšího Lapidária. Obraz po výstavě roku 1892 zakoupila Obrazárna Společnosti vlasteneckých přátel umění v Praze (předchůdkyně nynější Národní galerie) a náhradou dala do kostela zhotovit kopii obrazu, která tam visí dosud.

## Popis
Obraz je namalován temperou na borové desce o výšce 118,5 cm a šířce 96,5 cm. Deska je potažena jemným lněným plátnem, na zadní straně má cupaninu se zbytky podkladu původní poničené malby. Obrazová plocha je rozdělena iluzivními příčkami do čtyř oken se čtyřmi dvojicemi světců, z nich je sedm českých patronů: dole zleva svatý Vojtěch a Zikmund, svatý Prokop a Ludmila, nahoře apoštol svatý Ondřej s křížem a klečícím objednavatelem v kanovnickém plášti s kapucí, za ním sv. Metoděj, vpravo svatý Václav a Vít. Za 130 let od objevení desky bylo v literatuře publikováno několik názorů na původ desky, například Eduard Šittler identifikoval donátora s kanovníkem vyšehradským, který držel v Dubečku prebendu a dvojici biskupů ztotožnil se sv. Cyrilem a Metodějem, což ostatní badatelé popřeli, protože by pak v sestavě českých patronů chyběl svatý Vojtěch. Obraz vyniká některými ikonografickými detaily: například sv. Ludmila zde má modrou knížecí korunu, zatímco na dosavadních obrazech je přemyslovská koruna červená.      
Z původního skládacího triptychu či polyptychu, s malbou po obou stranách, se dochovala jen tato deska, na zadní straně poškozená. Dosud neurčený pražský dvorský malíř byl následovníkem slavného Mistra Třeboňského oltáře. Obraz se stylově shoduje s epitafem Jana z Jeřeně, malbou českých patronů z rámu Svatovítského veraikonu a se Svatovítskou madonou, podle nichž historikové umění usuzují na jedinou dílnu.